# Sluseholmen Station
Sluseholmen Station er en underjordisk metrostation på Sydhavnslinjen, beliggende i Fordgraven, tæt på Sluseholmen i Københavns Sydhavn. Nabostationer er Enghave Brygge og Mozarts Plads. Stationen blev åbnet 22. juni 2024. Stationen er udsmykket med en otte meter høj skulptur i rustfrit stål (Siphonophore Geometri), der hænger ned fra loftet henover rulletrapperne. En siphonophor er en blæregople, en orden af nældecelledyr, der blandt andet indeholder den portugisiske orlogsmand. Derudover er der et betonrelief indstøbt i perronens store fritliggende betondrager. Begge kunstinstallationer er skabt af den danske kunstner René Schmidt.